# Pteruthius aenobarbus
El timalí-alcaudón frenticastaño (Pteruthius aenobarbus), es una especie de ave paseriforme, perteneciente al género Pteruthius de la familia Vireonidae. Es endémico de Indonesia.

## Distribución y hábitat
Se encuentra únicamente en las tierras altas del oeste de la isla de Java, Indonesia.
Su hábitat preferencial son las selvas húmedas montanas tropicales y subtropicales.

## Taxonomía
El género Pteruthius estuvo tradicionalmente colocado en la familia Timaliidae hasta que un estudio de análisis moleculares de ADN en 2007 encontró que no tenía ninguna afinidad con esa familia y que estarían mejor colocadas en la familia Vireonidae, que hasta entonces se pensó estaba restringida al Nuevo Mundo, y donde lo sitúan ahora las principales clasificaciones.
Es monotípica. La especie Pteruthius intermedius, antes incluida en la presente como subespecie, fue separada con base en las diferencias establecidas por los estudios filogenéticos y en las variaciones vocales.